# Kurt Pfennig (Admiral)
Kurt Pfennig (* 10. Januar 1942; † 30. August 1996) war ein Flottillenadmiral (Temporary Rank) der Deutschen Marine.

## Leben
Als Kapitänleutnant war er von Mitte April 1970 bis Ende Juli 1973 Kommandant von U 9.
Von September 1982 bis September 1984 war er als Fregattenkapitän Kommandeur des 3. Ubootgeschwaders.
Als Kapitän zur See war er Referatsleiter im Führungsstab der Marine und von 1992 bis 1995 Kommandeur der Ubootflottille in Kiel. Ab 1996 war er Nachfolger von Flottillenadmiral Klaus Schwabe im temporären Rang eines Flottillenadmirals Deputy Assistant Chief of Staff Operations bei Supreme Allied Commander Atlantic (SACLANT) in Norfolk. 1996 starb er im Dienst.